# إلي ألين
إلي ألين (بالإنجليزية: Ely Allen) هو لاعب كرة قدم أمريكي في مركز الوسط، ولد في 12 يونيو 1986 في أنكوريج في الولايات المتحدة. شارك مع منتخب الولايات المتحدة تحت 18 سنة لكرة القدم. أما مع النوادي، فقد لعب مع دي.سي. يونايتد ولوس أنجلوس غلاكسي.

## وصلات خارجية
- إلي ألين على موقع الدوري الأمريكي (الإنجليزية)
- إلي ألين على موقع قاعدة بيانات كرة القدم.إي يو (الإنجليزية)
- إلي ألين على موقع Soccerway.com (الإنجليزية)